# Han-’Ilat
Han-’Ilat ist eine altarabische weibliche Gottheit. Sie ist bezeugt in mehreren Weihinschriften aus Tell el-Maschuta. Der Name Han-’Ilat setzt sich zusammen aus dem frühnordarabischen Artikel *han und der Bezeichnung für weibliche Gottheit. Han-’Ilat ist also die Göttin schlechthin. Sie ist späterhin als vormuslimische Gottheit al-Lāt bereits aus der islamischen Tradition bekannt.